# 沙尔塞讷
沙尔塞讷（法語：Charcenne，法語發音：[ʃaʁsɛn]）是法国上索恩省的一个市镇，属于沃苏勒区。

## 地理
沙尔塞讷（47°22'18"N, 5°46'35"E）面积7.16 平方千米，位于法国勃艮第-弗朗什-孔泰大區上索恩省，该省份为法国东部内陆省份，北起顺时针与孚日省、贝尔福地区省、杜省、汝拉省、科多尔省和上马恩省接壤。
与沙尔塞讷接壤的市镇（或旧市镇、城区）包括：日村、欧托雷耶、阿夫里涅-维雷、屈涅、科隆比讷。

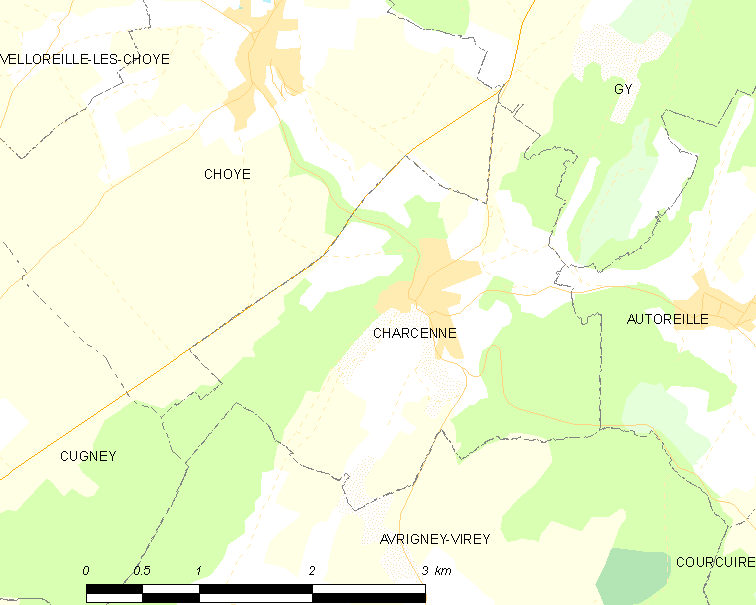
沙尔塞讷的OSM定位图

沙尔塞讷的时区为UTC+01:00、UTC+02:00（夏令时）。

## 行政
沙尔塞讷的邮政编码为70700，INSEE市镇编码为70130。

## 政治
沙尔塞讷所属的省级选区为马尔奈县。

## 人口

1962-2008年间沙尔塞讷人口变化图示

沙尔塞讷于2022年1月1日时的人口数量为298人。